# Danes je nov dan
Danes je nov dan, Inštitut za druga vprašanja je zasebni zavod, ki se ukvarja z razvojem digitalnih rešitev za politično participacijo, transparentnost in nadzor. Formalno deluje od leta 2013.
Izhaja iz vstajniškega dogajanja jeseni 2012. Med vstajami je zavod razvil portal Predlogi, kjer so lahko uporabniki prispevali svoje predloge za boljšo družbo in glasovali za ali proti drugim predlogom. Platforma je delovala na podlagi šestih pravic, iz katerih izhaja tudi vse nadaljnje delovanje inštituta. O dveh najpopularnejših predlogih s portala so debatirali strokovnjaki na dogodkih v ZRC SAZU, in sicer o problemu privatizacije vode ter študentskega organiziranja.
Z ustanovitvijo inštituta leta 2013 se je delovanje Danes je nov dan profesionaliziralo, z raznolikimi, predvsem spletnimi projekti se odzivajo na tekoče problematike ter razvijajo programske rešitve. Pripravili so spletne peticije za ohranitev kluba K4, odpoved fosilnim gorivom v okviru koalicije Break Free Slovenija v koordinaciji Greenpeace, pritisk na varuhinjo človekovih pravic, da v ustavno presojo vloži zakon o tujcih, še pred tem na predsednika Pahorja, da zakona ne razglasi, peticijo proti deportaciji sirijskega begunca Ahmada Šamija
Na temo študentske problematike je Danes je nov dan izdelal spletno kampanjo ob študentskem referendumu za spremembo statuta ŠOU, ob poslanski razpravi o spremembi študentske zakonodaje pa so pripravili pregled spornih poslovanj in odločitev študentske politike od leta 1994 naprej. Aktivni so tudi na področju človekovih pravic - sodelovali so v kampanji »Čas je za« ob referendumu o družinskem zakoniku. Takrat so izdelali zemljevid OMNIA volišč, spisali prispevek o spornosti referenduma ter pripravili dva parodična videa, kjer so izpostavili in subverzirali sovražni govor na temo pravic istospolno usmerjenih. Na sovražni govor so opozorili s projektom Alternacija, kjer so v tvitih besede begunec, migrant ipd. zamenjali z besedo Žid in pokazali na sprejemljivost skrajno sovražne retorike v slovenski družbi, kadar gre za drugačne, ob predvajanju oddaje Na žaru na Pop TV pa so predsednika Pahorja z vsebinsko kritiko njegovega delovanja »pekli« še na spletu.
Decembra 2016 so objavili projekt Parlameter, orodje za spremljanje in analizo dela Državnega zbora, ki ga je v okviru iniciative DNI leta 2016 finančno podprl Google. Zanj so leta 2017 prejeli tudi nagrado bienala Brumen za odlično slovensko oblikovanje.
Google DNI je leta 2017 podprl še en projekt inštituta Danes je nov dan, in sicer Medijski besedogled (izvirno ime: Detektor lisic). Projekt, ki ga je Danes je nov dan pripravil z Evropskim inštitutom za vedenjske študije, z metodo SCAN šest mesecev analizira izjave gostov oddaje Odmevi na RTV Slovenija z vidika njihove verodostojnosti.
Konec maja 2021 je inštitut v sodelovanju z informatikom Markom Plahuto zagnal spletno stran Mednarodna sramota na sramota.si, ki je zbirka objav mednarodnih medijev o Janezu Janši od januarja 2020 do 26. maja 2021. Na začetku strani je animirana fotomontaža Janše, ki si z rokami zakriva obraz.